# Гаврылив, Мелания Васильевна
Мела́ния Васи́льевна Гавры́лив (укр. Меланія Василівна Гаврилів; 1920 год, село Нижняя Лукавица, Польша) — звеньевая колхоза «Заря коммунизма» Сколевского района Дрогобычской области. Герой Социалистического Труда (1958). Депутат Верховного Совета УССР 5 созыва.

## Биография
Родилась в 1920 года в крестьянской семье в селе Нижняя Луковица, Польша (сегодня — Стрыйский район Львовской области). В 1940-е годы работала звеньевой льноводческой бригады колхоза «Заря коммунизма» (с 1958 года — колхоз имени Ленина) Сколевского района.
В 1957 году звено, руководимое Меланией Гаврылив, собрало в среднем по 7,5 центнеров семян и по 11,4 центнеров волокна льна. В 1958 году удостоена звания Героя Социалистического Труда «за особые заслуги в развитии сельского хозяйства и достижение высоких показателей по производству зерна, сахарной свеклы, мяса, молока и других продуктов сельского хозяйства и внедрение в производство достижений науки и передового опыта».
В 1959 году избрана депутатом Верховного Совета СССР 5 созыва от Сколевского избирательного округа № 82 Дрогобычской области.

## Награды
- Герой Социалистического Труда — указом Президиума Верховного Совета СССР от 26 февраля 1958 года
- Орден Ленина